# Attila Horváth
Attila Horváth (Kőszeg, 28 de julio de 1967 - Szombathely, 13 de noviembre de 2020) fue un atleta húngaro, especializado en la prueba de lanzamiento de disco en la que llegó a ser bronce en el mundial en 1991.
Falleció el 13 de noviembre de 2020 a los cincuenta y tres años debido a complicaciones causadas por el COVID-19.

## Carrera deportiva
En el Mundial de Tokio 1991 ganó la medalla de bronce en el lanzamiento de disco, con una marca de 65.32 metros, quedando tras el alemán Lars Riedel y el neerlandés Erik de Bruin.